# Holmens Bruk

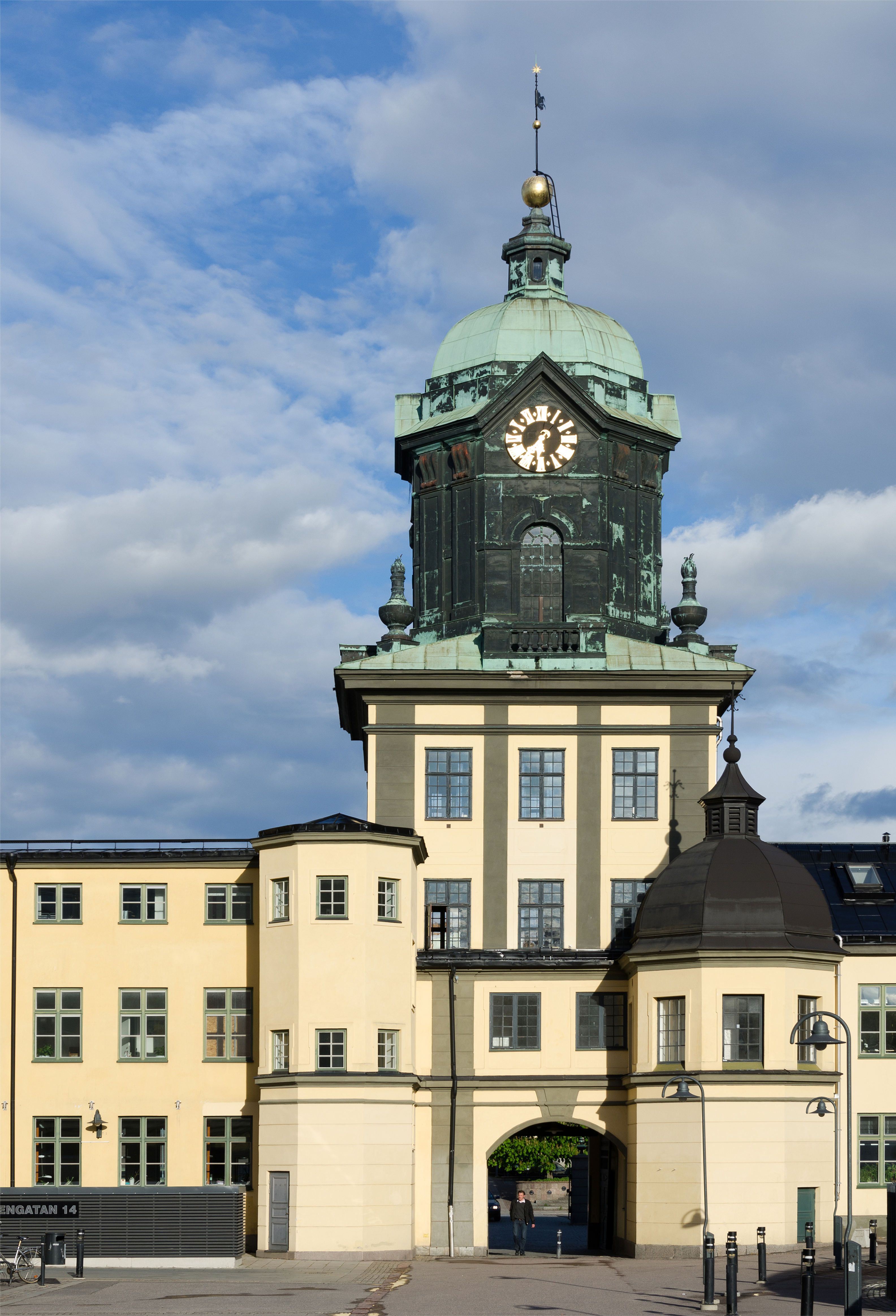
Ehemalige Fabrik von Holmen im zentralen Norrköping mit dem Holmentornet.

Holmens Bruk AB war ein schwedisches Unternehmen mit Sitz in Norrköping, das von 1609 bis 1988 existierte. Von 1622 bis 1798 war die Messingherstellung Haupteinnahmequelle des Unternehmens, ab dem 19. Jahrhundert wurde die Papierherstellung ein wichtiges Tätigkeitsfeld. Durch Aktienkäufe wurde Mo och Domsjö AB (MoDo) 1988 Haupteigentümer von Holmens Bruk, das in MoDo eingegliedert wurde. Seit 2002 firmiert das Unternehmen unter dem Namen Holmen AB.

## Geschichte
Holmens Bruk wurde ursprünglich als eine Waffenfabrik von Johann Herzog von Östergötland gegründet, sie stellte Harnische her und bohrte Musketen- und Pistolenläufe. Die Fabrik lag auf der Insel Kvarnholmen (Mühleninsel) in Norrköping, daher der Namen Holmen. Ab 1620 wurde sie vom Holländer Louis De Geer geleitet, der unter anderem die Messingherstellung begründete. Neben Messing wurde Kleidungsproduktion, Mühlenwesen und Fischerei betrieben. Ab 1633 wurde Büttenpapier hergestellt, die Produktion jedoch schon in den 1640er Jahren wieder eingestellt.
1719 wurde Norrköping und damit Holmens Bruk von der russischen Armee im Großen Nordischen Krieg zerstört und kurz danach wiederaufgebaut. Der Holmentornet wurde 1750 wieder aufgebaut und bekam sein heutiges Aussehen. Da der internationale Verkauf des produzierten Messings Ende des 18. Jahrhunderts erschwert wurde, endete die Produktion 1798. Die Papierproduktion wurde 1806 wieder aufgenommen und entwickelte sich schnell zum wichtigsten Zweig des Unternehmens. Am Anfang wurde noch in Handarbeit gefertigt. In den 1830er Jahren wurde die Produktion mechanisiert.
1854 wurde Holmens Bruk in eine Aktiebolag umgewandelt und in Holmens Bruks och Fabriks AB umbenannt. In dieser Zeit begann die Textilproduktion, die durch Zukauf der Förenade Yllefabrikerna AB (YFA) 1926 weiter ausgebaut wurde. Mit dem Bau der Papierfabrik in Hallstavik (Uppland) 1915 begann die Expansion des Unternehmens. Neben Papier in Sägewerke investiert, 1943 wurde die Backa-Hosjö AB aufgekauft.
In der Nachkriegszeit erfolgte die Konzentration mehr und mehr auf den Holz- und Papiersektor, 1970 wurden die letzten Teile der YFA stillgelegt. Es wurden Papierfabriken gekauft und neue gebaut. Durch die Übernahme der Fiskeby AB 1986 stieg Holmens Bruk in die Verpackungsindustrie ein. Im gleichen Jahr endete eine Epoche in der Geschichte des Unternehmens, die Papierfabrik im zentralen Norrköping wurde nach 377 Jahren ununterbrochener Produktion eingestellt.
1988 wurde das Unternehmen durch Aktienkäufe in die Mo och Domsjö AB eingegliedert, der Konzern heißt seit 2000 wieder Holmen AB.

## Geschäftsführende Vorstandsmitglieder
Folgende Personen waren geschäftsführende Vorstandsmitglieder von Holmens Bruk AB:
- 1907–1938: Carl Wahren
- 1938–1963: Christian von Sydow
- 1963–1968: Lars Gabrielsson
- 1968–1984: Karl Erik Önnesjö
- 1984–1988: Christer Zetterberg
- 1988: Gunnar Engman